# Pressão

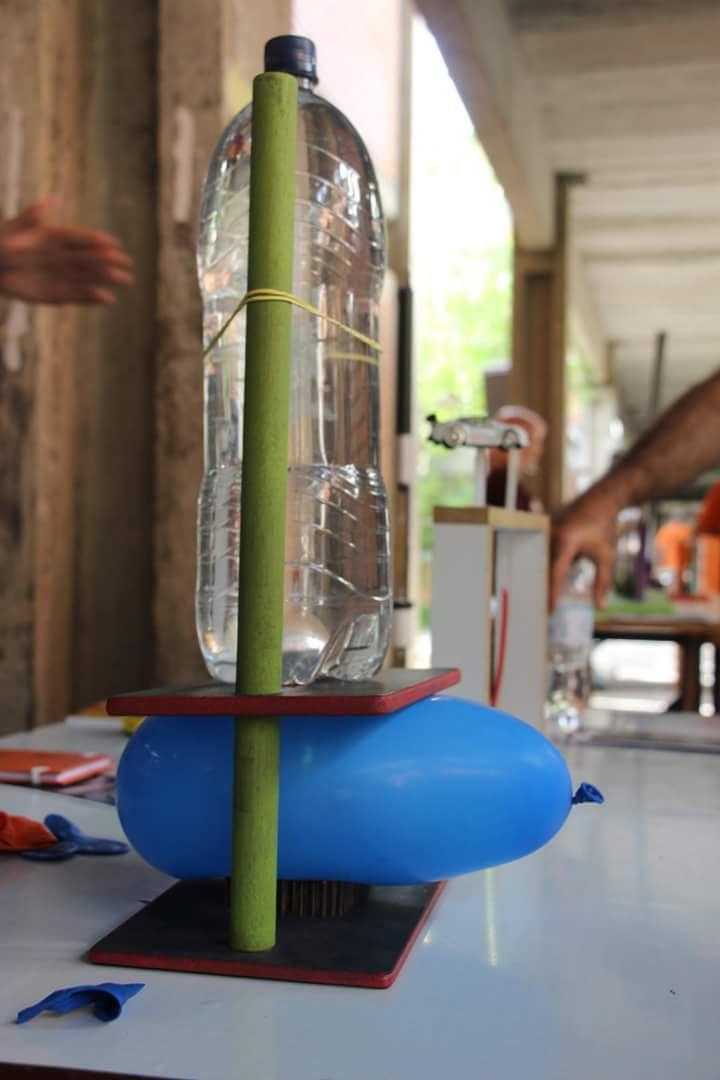
Demonstração de uma prensa de pregos no evento Portas Abertas UFRGS 2018.

Pressão (símbolo {\displaystyle p}) é a relação entre uma determinada força e sua área de distribuição.
O termo pressão é utilizado em diversos ramos da ciência como uma grandeza escalar que mensura a ação de uma ou mais forças sobre um determinado espaço, podendo este ser líquido, gasoso ou mesmo sólido. A pressão é uma propriedade intrínseca a qualquer sistema, e pode ser favorável ou desfavorável para o homem: a pressão que um gás ou vapor exerce sobre a pá de uma hélice, por exemplo, pode ser convertida em trabalho. Por outro lado, a pressão da água nas profundezas do oceano é um dos grandes desafios para os pesquisadores que buscam novas fontes de recursos naturais.

Sistema com movimentação de fluido sob pressão.

## Convenções

### Expressões matemáticas
Para problemas que envolvem gases e sólidos a expressão matemática utilizada para expressar pressão é dada por:
{\displaystyle p={\frac {F}{A}}}
ou
{\displaystyle p={\frac {dF_{n}}{dA}}}
Onde:
{\displaystyle p} é a pressão;
{\displaystyle F} é a força normal a superfície;
{\displaystyle A} é a área total onde a força é aplicada.
Para líquidos estáticos, a pressão pode ser escrita como:
{\displaystyle p=\rho gh}
ou
{\displaystyle p_{f}-p_{i}=\rho g\Delta h}
Onde:
{\displaystyle p} é a pressão em um ponto específico ou a diferença entre a pressão inicial e final do sistema;
{\displaystyle \rho } é a massa específica do líquido;
{\displaystyle g} é a aceleração gravitacional;
{\displaystyle h} é a profundidade do ponto dentro do líquido.
Podemos descobrir a pressão de um gás a determinada temperatura e volume através da equação do gás ideal:
{\displaystyle p={\frac {nRT}{V}}}
Onde:
{\displaystyle p} é a pressão do gás;
{\displaystyle n} é o número de mols do gás;
{\displaystyle R} é a constante dos gases perfeitos;
{\displaystyle V} é o volume do gás.
A pressão é uma grandeza escalar. O vetor força muda conforme a orientação do plano onde é aplicado, porém o valor da pressão permanece o mesmo, ou seja, é independente de direção. O vetor força que caracteriza a pressão pode ser relacionado ao vetor da força normal, uma vez que ambos são perpendiculares à superfície.

### Unidades
Sendo a definição de pressão: força por unidade de área, analogamente a unidade será newton por metro quadrado (N/m2). Em homenagem a Blaise Pascal, por suas diversas contribuições relativas à pressão, pressão mecânica e hidrostática, a unidade no Sistema Internacional para medir pressão é o Pascal (Pa).
Em geral, a unidade é encontrada na forma de milhar(kPa), uma vez que as medidas de pressão geralmente apresentam valores altos dessa unidade. A pressão exercida pela atmosfera ao nível do mar, por exemplo, corresponde a aproximadamente 101 325 Pa (pressão normal), e esse valor é normalmente associado a uma unidade chamada atmosfera padrão (atm).

#### Outras unidades
- Atmosfera é a pressão correspondente a 0,760 m (760 mm) de Mercúrio, com densidade de 13,5951 g/cm³ a uma aceleração gravitacional de 9,80665 m/s².
- Bária é a unidade de pressão no Sistema CGS de unidades e vale uma dyn/cm².
- Bar é um múltiplo da bária, onde 1 bar = 106 bárias.
- PSI (pound per square inch), libra por polegada quadrada, é a unidade de pressão no sistema inglês/americano, onde 1 psi = 0,07 bar.
- milibar ou hectopascal é um múltiplo do pascal, onde 1 hPa = 100 Pa. Geralmente utilizado na meteorologia.
- milímetro de mercúrio (mmHg), também chamada de Torricelli, é uma unidade de pressão antiga inventada com o surgimento do barômetro, onde 1 mmHg = 133,322 Pa.
- mH2O é uma unidade relativa a pressão necessária para elevar em um metro o nível de uma coluna de água em um barômetro, sendo 1 mH2O = 9 806,65 Pa.
- kgf/cm² representa o peso normal do ar ao nível do mar por cm², sendo 1 kgf/cm² = 98 066,52 Pa.

| Nomenclatura | Atmosfera  | Pascal      | Bária       | Bar        | milibar ou hectopascal | mmHg       | mH2O       | kgf/cm²    |
| Unidade      | Atm        | Pa          | Ba          | Bar        | mBar / hPa             | mmHg       | mH2O       | kgf/cm²    |
| Atmosfera    | 1          | 1,01325×105 | 1,01325×106 | 1,01325    | 1013,25                | 760,0      | 10,33      | 1,033      |
| Pascal       | 9,869×10-6 | 1           | 10          | 10-5       | 0,01                   | 7,501×10-3 | 1,020×10-4 | 1,019×10-5 |
| Bária        | 9,869×10-7 | 0,1         | 1           | 10-6       | 0,001                  | 7,501×10-4 | 1,020×10-5 | 1,020×10-2 |
| Bar          | 0,9869     | 100 000     | 1 000 000   | 1          | 1 000                  | 750,1      | 10,20      | 1,020      |
| mBar ou hPa  | 9,869×10-4 | 100         | 1 000       | 0,001      | 1                      | 0,7501     | 1,020×10-2 | 10,20      |
| mmHg         | 1,316×10-3 | 133,3       | 1 333       | 1,333×10-3 | 1,333                  | 1          | 1,360×10-2 | 13,60      |
| mH2O         | 9,678×10-2 | 9 807       | 9,807×104   | 9,807×10-2 | 98,06                  | 73,56      | 1          | 0,100      |
| kgf/cm²      | 0,968      | 9,810×104   | 9,810×105   | 0,9810     | 981,0                  | 735,8      | 10,00      | 1          |

## Instrumentos de medição

#### Manômetro
O manômetro é um instrumento utilizado para medir a pressão de um líquido ou de um gás.
A experiência pode ser feita de várias maneiras, inclusive o arranjo dos equipamentos pode variar. A técnica para medir a pressão de um fluido consiste em manter o líquido(geralmente mercúrio, devido a sua alta densidade) dentro de um recipiente com duas extremidades que permitam manejar a pressão na entrada e a sua abertura ou fechamento. Nessas extremidades podemos colocar gases ou outros líquidos, dependendo da experiência em questão.
De acordo com a altura da coluna de líquido, pode-se estimar a pressão que ela exerce sobre a pressão de entrada (geralmente é a pressão atmosférica) utilizando a equação que relaciona altura e densidade do líquido à pressão que ele exerce no meio.
Outro tipo de manômetro mais sofisticado consiste em um tubo flexível com uma extremidade ligada a um ponteiro e a outra aberta para a passagem de determinado gás ou líquido. Conforme o recipiente enche, a pressão no tubo deforma a geometria do recipiente, que por sua vez acaba deslocando o ponteiro. Esse tipo de manômetro tem um caráter mais prático, e o outro mais didático.

#### Piezômetro

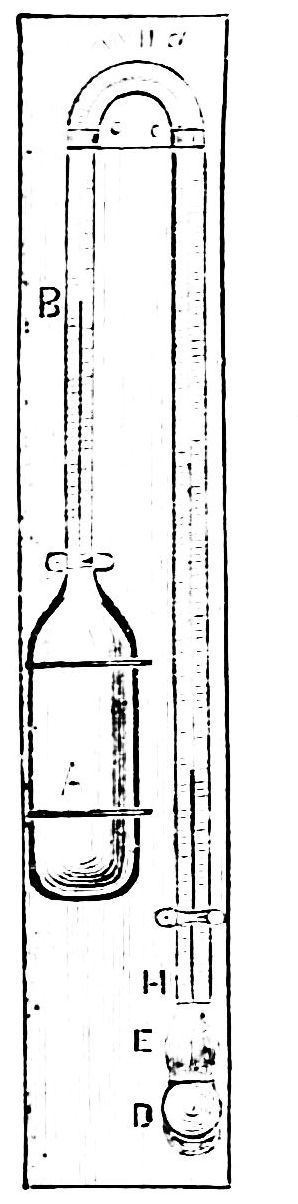
Configuração de um piezômetro simples.

O piezômetro é um aparelho utilizado para medir a pressão que a água (ou sua ausência) exerce na composição do solo.
O equipamento consiste em um tubo no qual uma extremidade é conectada a um recipiente com algum líquido(geralmente mercúrio, devido a sua alta densidade) e a outra é revestida por algum material poroso, como uma esponja, por exemplo.
O tubo é então preenchido com água, e o líquido de medição é separado da água por vácuo ou gás. Quando o solo está seco, a água do tubo é absorvida pela terra e a coluna de líquido de medicação sobe. Quando o solo está muito úmido o processo contrário ocorre, enchendo completamente o tubo com água e diminuindo a coluna de líquido.
Com a equação para medir pressão em líquidos podemos calcular a poro-pressão(ou carga piezométrica) do solo.
Esse tipo de medida é muito útil, pois permite monitorar a umidade do solo e evitar situações extremas, como deslizamentos devido a erosão do solo.

#### Barômetro

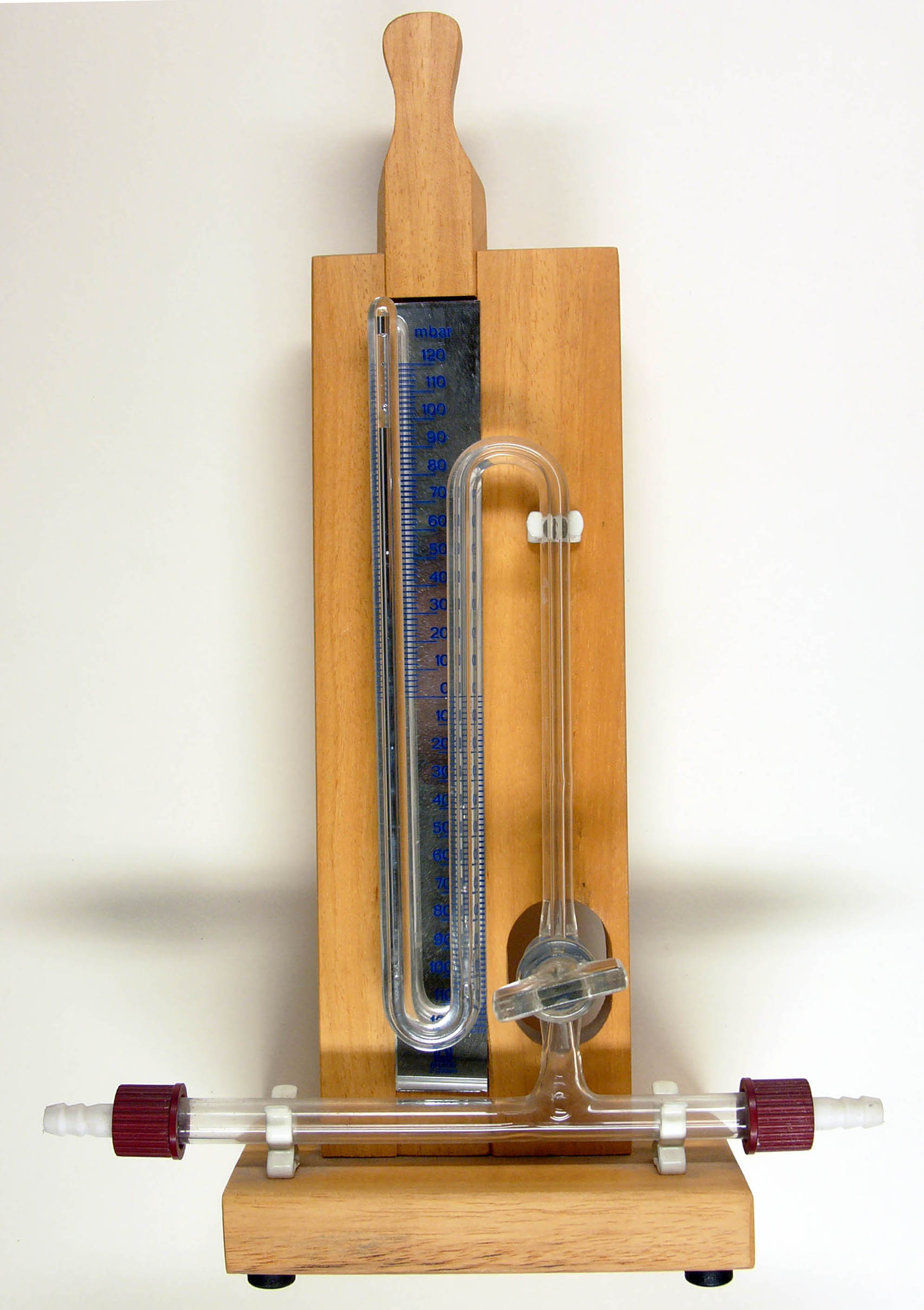
Barômetro feito com uma coluna de mercúrio.

O barômetro é um equipamento que nos permite calcular algumas grandezas indiretamente através da pressão.
O primeiro barômetro consistia em um tubo com um lado fechado e o outro fixado em algum recipiente, de forma a permitir a passagem de algum fluido desse recipiente para dentro do tubo. Adicionando ao pequeno reservatório algum líquido(geralmente mercúrio, devido a sua alta densidade) para que este sirva como um indicador. Conforme sabemos da hidrostática, um líquido exerce pressão igual para todos os lados. Assim sendo, quando a parte externa do recipiente for submetida a determinada pressão, o líquido vai exercer a mesma pressão na parte interna do tubo. Caso essa pressão externa seja maior que a interna, a coluna do líquida vai subir a fim de nivelar o sistema. Caso contrário, a coluna desce e a parte de cima fica com vácuo.
Partindo da equação que relaciona a diferença de altura do líquido com a sua pressão, e sabendo qual a pressão interna do tubo, podemos calcular quanto vale a pressão externa em qualquer lugar.
Através dessa experiência (conhecida como experiência de Torricelli) podemos determinar a altura do local onde estamos com relação ao nível do mar. Sabe-se que uma coluna de mercúrio, por exemplo, mede 76 cm ao nível do mar, e que esse valor diminui quando alcançamos altitudes maiores, pois a pressão atmosférica é menor.

## Pressão em gases
Segundo a teoria cinética dos gases, um gás é composto por um grande número de moléculas que se movimentam muito rápido e de forma aleatória, causando frequentes colisões entre as moléculas do gás e com as paredes de qualquer tipo de recipiente. Essas moléculas apresentam um certo momento, dado pelo produto entre a massa e a velocidade da molécula. No instante em que uma molécula colide com uma parede, as moléculas transmitem momento à superfície, e como consequência produzem uma força perpendicular à essa superfície. A soma de todas essas forças oriundas de colisões em uma determinada superfície, dividida pela área da mesma, resulta na pressão exercida por um gás em um determinado recipiente.
Algumas aplicações da pressão nos gases podem ser observadas na utilização da pressão que o vapor da água exerce sobre determinada superfície quando confinado em um espaço fechado. Esse processo pode ser encontrado em usinas nucleares, onde uma pá gira com a pressão do vapor e converte essa energia em eletricidade. Além disso, observamos a pressão em gases sendo utilizada diariamente no freio do ônibus, por exemplo. O freio de veículos pesados conta com um sistema que usa ar comprimido para cessar o movimento.

## Pressão em líquidos
Um corpo no estado líquido é caracterizado por apresentar uma distância entre suas moléculas que permite ao corpo adequar-se ao ambiente em que se encontra. As características da pressão nos líquidos é semelhante a que encontramos nos gases: o líquido exerce pressão para todos os lados de um recipiente e em qualquer corpo que for imerso nele.
Segundo o princípio de Pascal, ao exercermos pressão em um fluido confinado em um recipiente, essa é transmitida integralmente a todos os ponto desse recipiente. Uma experiência que pode ajudar a compreender esse princípio é a dos vasos comunicantes:
Ao armazenarmos algum líquido em uma estrutura com colunas de volumes diferentes podemos observar que o líquido preenche todas as colunas a mesma altura, desconsiderando as diferenças de volume. Isso prova que o fluido espalha-se uniformemente, portanto, exerce pressão igual em todas as direções. Essa demonstração foi muito importante para o surgimento dos sistemas hidráulicos, essenciais nos dias de hoje.
A pressão em um líquido em repouso aumenta à medida em que aumenta a profundidade. Ao furar uma garrafa com água, por exemplo, a vazão de um furo na sua base será maior do que a de um furo lateral (considerando que ambos tenham a mesma área). Essa diferença é devida à maior pressão no fundo da garrafa, por causa da maior altura da coluna de água.
Outra característica marcante da pressão nos líquidos e demais estados da matéria é sua propriedade de alterar os outros elementos do conjunto: temperatura, pressão e volume. Podemos perceber isso ao cozinhar feijão em uma panela de pressão: o vapor da água aumenta a pressão no interior da panela, e isso provoca uma alteração do ponto de ebulição da água, que passa a ferver acima dos 100 °C. Isso agiliza o processo de cozimento do grão do feijão, que seria muito mais lento se não fosse o advento da panela de pressão.

## Pressão em sólidos
Existe uma área da física que aborda o assunto pressão com restrição aos corpos rígidos. Esse assunto é estudado profundamente devido as sua extrema importância.
A tensão mecânica, como é chamada, estuda todos os tipos de pressões e tensões que são encontradas dentro ou sobre um corpo material, sendo elas:
- Tensão de tração;
- Tensão de compressão;
- Tensão de cisalhamento;
- Tensão elástica;
- Tensão plástica;
- Tensão de escoamento.[5]

Diferente da pressão nos fluidos, em corpos rígidos os átomos não têm tanta liberdade e acabam tendo seus movimentos restringidos, ou seja, não exercem pressão ao seu redor. Se pegarmos uma pedra e largarmos em uma superfície, a única pressão que a pedra exerce no sistema é a resultante de sua força peso e da área da sua base, que pressiona a mesa. Portanto, percebemos que a pressão dos sólidos é ocasionada necessariamente por uma força(a própria força peso, por exemplo) que usa o sólido como recurso para ampliar sua força e área. Este conjunto de informações é suficiente para refletir sobre as consequências dessas tensões no ambiente em que vivemos.

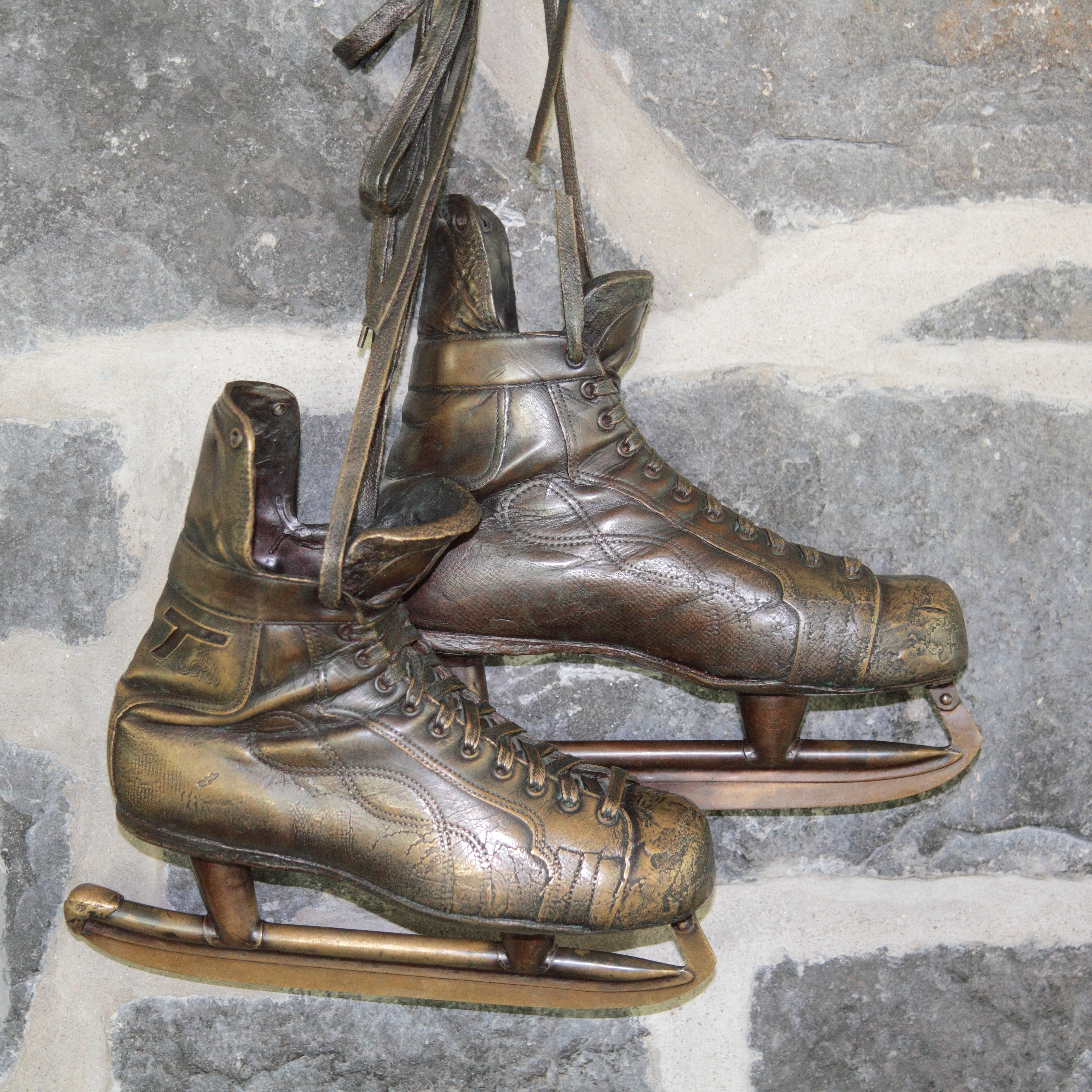
Patins.

Uma aplicação para essas observações são os patins. A patinação sobre o gelo utiliza dos artifícios da pressão para proporcionar menos aderência aos praticantes do esporte. Vamos entender por quê:
O metal utilizado como lâmina na sola do sapato de patinação é muito fino, e sua área de contato é muito pequena frente ao peso do patinador. Como a pressão é inversamente proporcional à área de abrangência da força, quanto menor for a largura do metal mais pressão será feita sobre o gelo.
Assim como a água, o gelo sofre algumas mudanças de características. A que estamos interessados no momento revela que o gelo sobre os patins está sobre uma pressão tão intensa que acaba trocando de estado da matéria e vira liquido mesmo a temperaturas abaixo de zero. Graças a isso, os patins utilizam a força peso do patinador para derreter uma fina camada de gelo em baixo da lâmina quando está deslizando, aumentando sua velocidade e lubrificando o caminho.

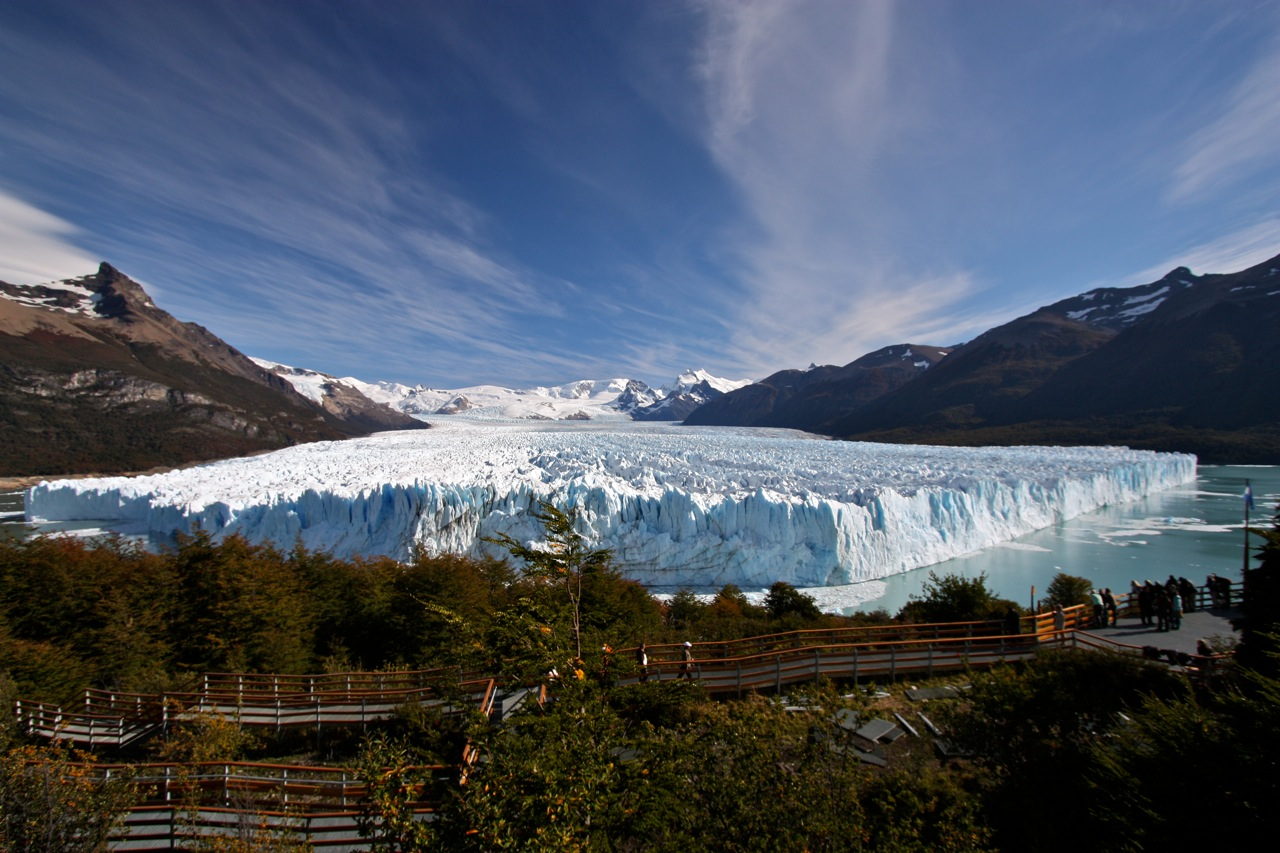
Glaciar Perito Moreno, Santa Cruz, Argentina.

Alguns fenômenos naturais como os glaciares também têm fatores relacionados à pressão que os cubos de gelo exercem um sobre o outro, fazendo com que o gelo mais em baixo derreta e o gelo que está por cima, fazendo uma trilha de água e escoe os blocos até algum rio ou oceano (ou até que sequem).